# قوطان
قوطان، روستایی است از توابع بخش پلدشت و در شهرستان ماکو استان آذربایجان غربی ایران. این روستا دارای پانصد هکتار زمین‌های زراعی می‌باشد که در آن‌ها عمدتا  گندم، جو، آفتابگردان و یونجه کشت می‌شود.روستای قوطان دارای برق ، منبع آب ،گاز، جاده آسفالته و مسجد جامع می‌باشد و یکی از روستاهای شهیدپرور در شهرستان پلدشت می‌باشد.آب و هوای قوطان در زمستان بسیار سرد و همراه با بارش برف است.

## مردم
از لحاظ زبانی اکثر مردم قوطان به زبان ترکی آذربایجانی  و بقیه به زبان کردی کرمانجی صحبت می‌کنند و از نظر مذهبی  شیعه و سنی هستند  همچنین بخش قابل توجهی از اهالی قوطان از سادات هستند.

## جمعیت
این روستا در دهستان زنگبار قرار داشته و بر اساس سرشماری سال 1395 جمعیت آن 191 نفر (۵۹ خانوار) 
بوده است.